# Zhang Yanquan
Zhang Yanquan (n. 13 iunie 1994, Chaozhou⁠(d), Republica Populară Chineză) este un săritor în apă chinez, medaliat olimpic. A participat la o ediție a Jocurilor Olimpice (2012) în care a câștigat o medalie de aur.